# 古爾利鎮區 (密歇根州)
古爾利鎮區（英語：Gourley Township）是位於美國密歇根州梅諾米尼縣的一個行政鎮區。

## 地方資料
古爾利鎮區的面積為92.58平方千米，當中陸地面積為92.50平方千米，而水域面積為0.08平方千米。根據2020年美國人口普查的數據，當地共有人口451人，而人口密度為每平方千米4.87人。